# بخش گوراخپور (هند)
بخش گوراخپور (به انگلیسی: Gorakhpur district) یک منطقهٔ مسکونی در هند است که در بخش گوراخپور واقع شده‌است. بخش گوراخپور ۳٬۴۴۸ کیلومتر مربع مساحت و ۴٬۴۴۰٬۸۹۵ نفر جمعیت دارد.